# Аепа Осенев
Аепа Осенев (ок. 1070—1117) — половецкий хан, сын хана Осеня (или Асеня).

## Биография
12 января 1107 или 1108 года Аепа выдал свою 11-летнюю дочь, получившую в крещении имя Анна, за примерно 10-летнего Юрия Долгорукого. 
Позже, в 1113 году Аепа с ханом Боняком осадили крепость Вырь, постояли несколько дней под стенами и ушли, узнав о подходе русских дружин. 
В 1117 году Аепа совершил набег на дунайских болгар и многих пленил. Впоследствии был устранён болгарским князем, который прислал половцам отравленные яства. В результате этого многие, включая самого хана, были отравлены и умерли, остальных побили и пленили в бою.
Имя Аепа (татарское — Каип) выводится из тюркских языков и является двухосновным из aj «месяц» и apa «обращение к старшему». Известен также половецкий хан Аепа Гиргенев, выдавший дочь за сына Олега Святославича 12 января 1108 года (или 1107).